# Грифон-трио
«Грифон-трио» (англ. Gryphon Trio) — канадский камерный музыкальный коллектив, в состав которого входят Аннали Патипатанакун (скрипка), Роман Борис (виолончель) и Джейми Паркер (фортепиано). Основан в 1993 году. Один из наиболее известных камерных ансамблей Северной Америки, обладатель трёх премий «Джуно» (2004, 2011, 2019) за лучший альбом года в жанре классической музыки.

## История
Трио было основано в 1993 году скрипачкой Аннали Патипатанакун (1966 года рождения), виолончелистом Романом Борисом (1955) и пианистом Джейми Паркером (1963) и получило название в честь грифона — мифологического существа, часто выступающего как хранитель сокровищ. С 1998 по 2008 год «Грифон-трио» было постоянным ансамблем камерной серии концертов Music Toronto. В 2007 году членам трио было доверено художественное руководство Оттавским обществом камерной музыки и Оттавским международным фестивалем камерной музыки, при этом с 2009 года Роман Борис занимает должниость художественного директора фестиваля, а остальные двое членов трио — должности консультантов. Все три члена «Грифон-трио» преподают на факультете музыки Торонтского университета.
С годами «Грифон-трио» удостаивалось высоких оценок от критиков (согласно одному из которых его значение приближается в Канаде к «статусу национального достояния») и стало одним из наиболее известных камерных ансамблей Северной Америки. Трио неоднократно проводило турне по Канаде и США, участвует в регулярных музыкальных фестивалях, а также гастролировало в Германии, Франции, России, Польше, Греции, Бельгии, Египте и странах Центральной Америки. Одним из наиболее амбициозных проектов коллектива стало в 2004 году шоу «Константинополь», поставленное на музыку Христоса Хациса на театральной сцене Банффского центра искусств с использованием световых и электронно-акустических эффектов и пиротехники. В шоу, объединившем западную и восточную музыкальные традиции, вместе с «Грифон-трио» принимали участие сопрано Патриша О'Каллаган и певица с Ближнего Востока Марьем Хассан Толлар. Трио участвует в различных образовательных и популяризаторских программах.
«Грифон-трио» сотрудничает с лейблом Analekta. Уже первая его запись с этим лейблом, сделанная в 1996 году, — 4 трио Гайдна — получило высокую оценку у знатоков музыки и превратилось в раритет. Один из критиков назвал звучание ансамбля в этой записи «решительно хрустальным» (англ. positively crystalline). Этот альбом и изданная в 1997 году запись трио Дворжака и Мендельсона номинировались на премию «Джуно». Выпущенная в 2004 году запись ранних трио Бетховена (Сочинение 1, № 1 и № 3) была названа лучшим классическим альбомом года в американском журнале Opus, и в том же году «Грифон-трио» получило свою первую премию «Джуно» за диск Canadian Premieres, включающий новые произведения композиторов Чань Ка Ниня, Гэри Кулеши, Келли-Мари Мерфи и Христоса Хациса.

## Награды
- 2004 — «Джуно» за лучший альбом классической музыки в исполнении соло или малого ансамбля (Canadian Premieres, Fl 2 3174)[1]
- 2011 — «Джуно» за лучший альбом классической музыки в исполнении соло или малого ансамбля (фортепианные трио Л. ван Бетховена, соч. 70, № 1 и № 2, и соч. 11, AN 2 9860)[1]
- 2019 — «Джуно» за лучший альбом классической музыки в исполнении соло или камерного ансамбля (The End of Flowers: Works by Clarke & Ravel, AN 2 9520)[2][3].